# Оборотень

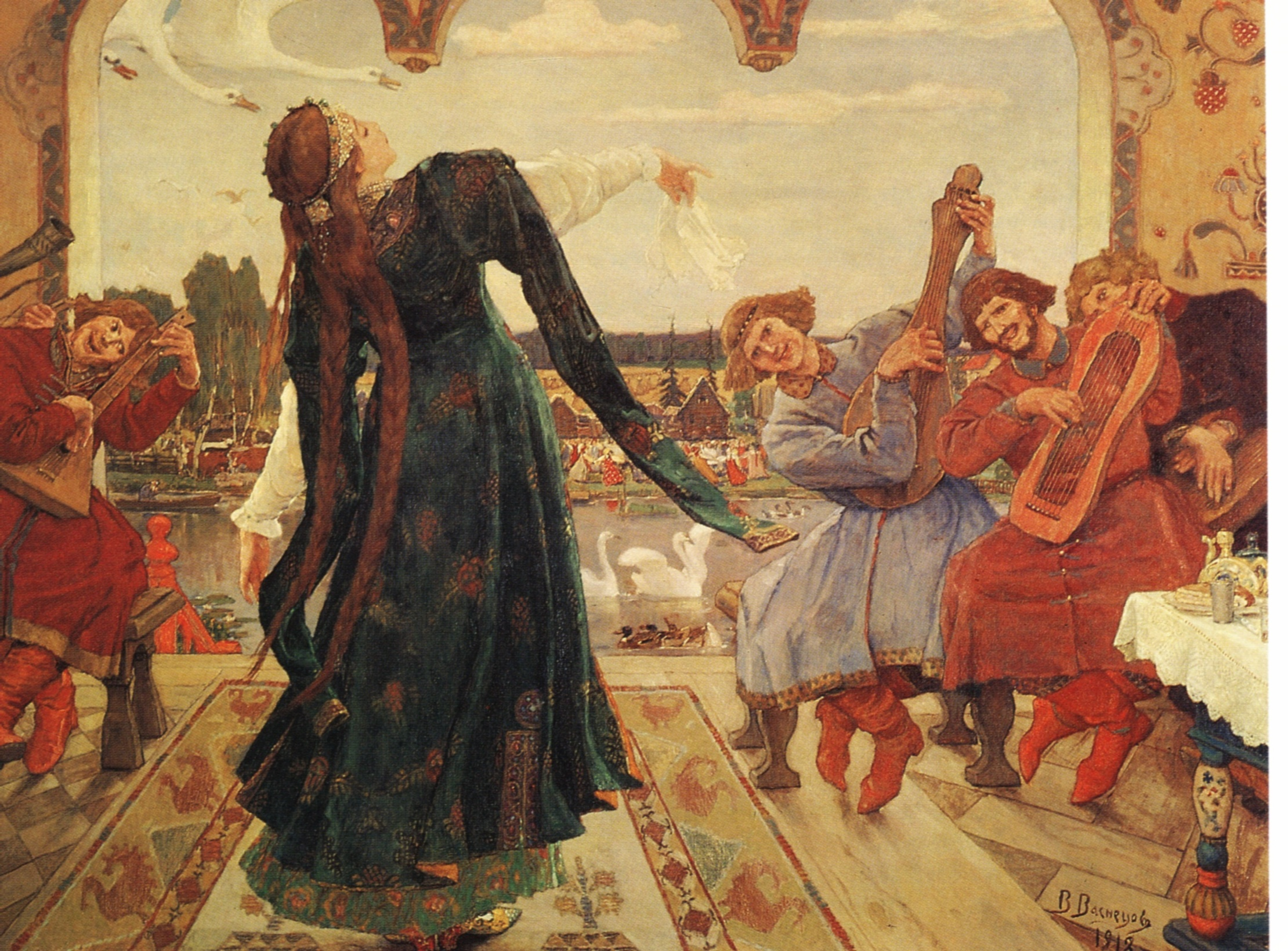
В. Васнецов. Царевна-лягушка. 1918

О́боротень — мифическое существо, способное временно менять свой облик магическим путём, превращаясь («оборачиваясь, перекидываясь») из человека в другое существо и наоборот.
В европейском фольклоре наиболее характерным образом оборотня является человек-волк вервольф (ликантроп), в славянской мифологии известный как волколак.

## В мифологии

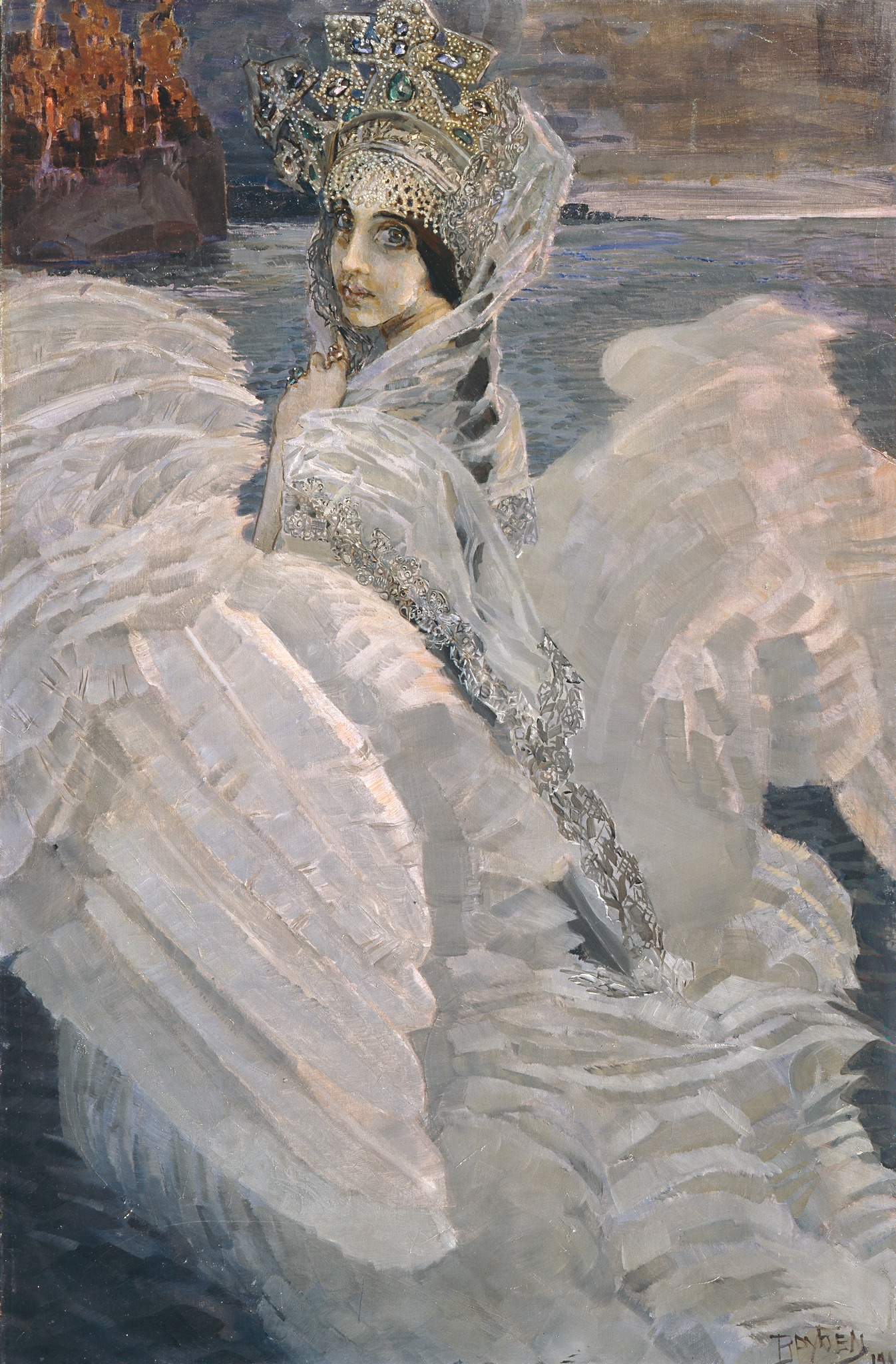
М. А. Врубель. Царевна-Лебедь («Сказка о царе Салтане»). 1900

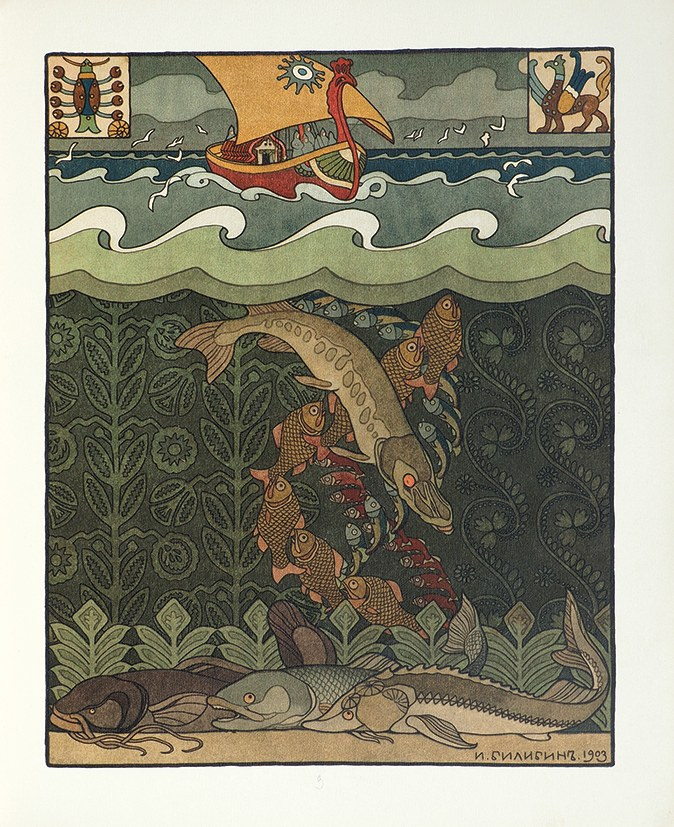
И. Я. Билибин. «Обернулся Вольга рыбиной-щучиной», Иллюстрация к былине «Вольга». 1904

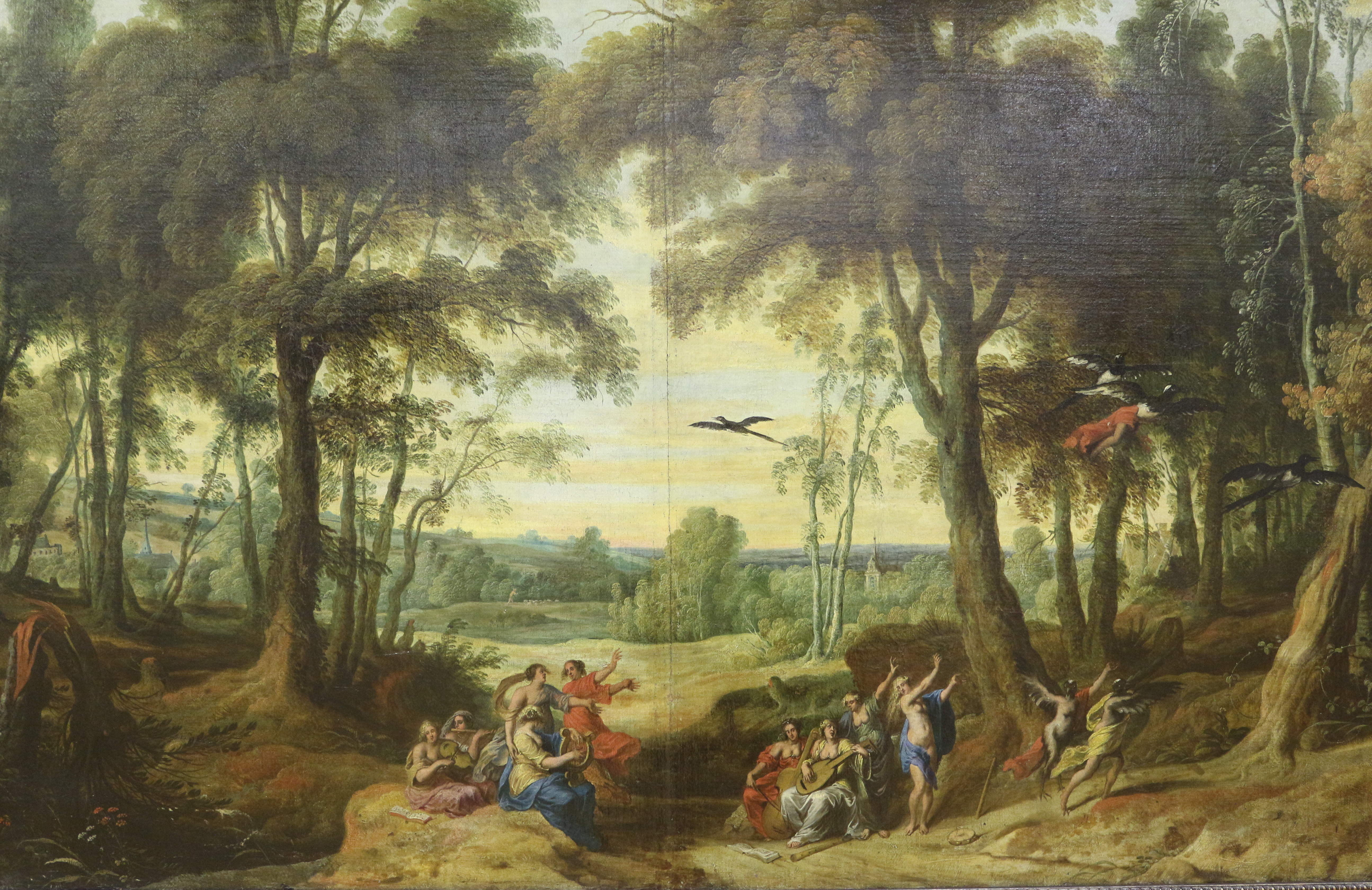
Вильденс, Ян. Превращение женщин в сорок.

Превращение человека в животное — очень распространённый сюжет в мифологии разных народов мира. Так, в «Слове о полку Игореве» описывается захват Новгорода Всеславом Полоцким и битва на Немиге. Всеслав представлен колдуном и оборотнем. А в этнической культуре североамериканских индейцев обращение в животное-тотем племени является показателем высшего слияния с духом предка. Богатырь русских былин Вольга Святославич оборачивался «левом-зверем», «рыбой-щучиной», «гнедым туром-золотые рога», «малым горностаюшком», «малою птицей-пташицей» и другими животными. В русском фольклоре Огненный змей может обращаться в красивого юношу и в этом качестве посещать женщин, а Кощей Бессмертный обладает способностью превращения в различных существ. В тюркской мифологии оборотни — гульябани упоминаются как злые личности, обитающие в безлюдных местах и пугающие путников.
Фольклорный оборотень может обратиться не только в животных, но и в кусок палки, копну сена, клубок, камень или даже атмосферное явление вроде тумана или тучи. Перед превращением оборотень может удариться о землю, перепрыгивать через воткнутый в землю или пень нож, надеть зачарованную одежду, либо совершить иное символическое действо, обозначающее переход в иную форму.
У православных славян считалось, что оборотень — это дитя, умершее некрещёным или вероотступник, душа которого «проказит поневоле». На Севере оборотня часто именовали кикиморой. Свойство оборотней приписывали домовому и ведьме. Проклятые и некрещёные дети или ведьмы могли принимать разные вещественные виды и затем тоже оборачиваться в животных.
В славянской мифологии считалось, что оборотень — это превращённый колдуном в волка человек, и потому он мог сохранять полное сознание своей принадлежности к человеческому роду и только внешне походил на зверя. Считалось, что вернуть ему прежний человеческий вид вполне реально: для этого следовало надеть на волколака снятый с себя пояс, в котором были сделаны узлы, при навязывании которых каждый раз произносилось «Господи, помилуй!». Облачившись в такой пояс, волкодлак тут же терял шкуру и представал в человеческом облике.
Множество примеров превращения в классической литературе можно обнаружить в «Метаморфозах» Овидия, превращение Цирцеей людей Одиссея в свиней в «Одиссее» Гомера и превращение Луция в осла в «Золотом осле» Апулея. Протей был известен среди богов способностью менять обличья; Менелай и Аристей схватили его, чтобы получить от него информацию, и добились успеха только потому, что смогли его удержать во время различных превращений. По той же причине Нерей рассказал Гераклу, где найти яблоки Гесперид.
Океанида Метида, первая жена Зевса и мать богини Афины, по легендам, могла менять свой облик на любой. В одной истории она была настолько горда, что её супруг, Зевс, обманом заставил её превратиться в муху. Затем он проглотил её, так как боялся, что у них с Метидой родится сын, который будет могущественнее самого Зевса. Однако Метида уже была беременна. Она осталась жить в его голове и создала доспехи для своей дочери. От стука её изделий у Зевса разболелась голова, и Гефест прорубил ему голову топором. Афина появилась из головы своего отца в полный рост и в боевых доспехах.
В художественном произведении Брема Стокера «Дракула» вампир является также и оборотнем: граф предстаёт в нескольких обличьях: старик, молодой красивый человек, гигантская летучая мышь, туман и большая чёрная собака.
Считалось, что оборотни могут быть врождёнными и обратимыми. Врождёнными являются те, кто несёт родовое проклятие, или те, чья мать, будучи беременной, неожиданно увидела волка или съела мясо животного, которого убил волк. 
Оборотни бывают двух видов: те, которые превращаются в зверей по своему желанию (с помощью колдовских заклинаний или иных магических ритуалов), и те, кто больны ликантропией — болезнью превращения в животных. Отличаются друг от друга они тем, что первые могут превращаться в животных в любое время дня и ночи, не теряя при этом способности мыслить по-человечески разумно, а другие только ночью (по большей части в полнолуние), помимо своей воли, при этом человеческая сущность загоняется глубоко внутрь, освобождая звериное начало. При этом человек не помнит, что он делал, будучи в зверином облике.
Согласно поверьям, оборотни могут обладать многими выдающимися способностями (превышающими возможности не только человека, но и животного): сверхъестественной силой, ловкостью и быстротой, долгой жизнью, ночным зрением и др.
Изначально считалось, что убить оборотня можно, нанеся ему смертельную рану, например поразив в сердце или отрубив голову. Раны, нанесённые оборотню в зверином обличье, остаются и на его человеческом теле. Таким способом можно изобличить оборотня в живом человеке: если рана, причинённая зверю, позднее проявится у человека — то этот человек и есть тот оборотень.

Настала ночь: ушёл сотник с молодою женою в свою опочивальню; заперлась и белая панночка в своей светлице. Горько сделалось ей; стала плакать. Глядит: страшная чёрная кошка крадется к ней; шерсть на ней горит, и железные когти стучат по полу. В испуге вскочила она на лавку, — кошка за нею. Перепрыгнула на лежанку, — кошка и туда, и вдруг бросилась к ней на шею и душит её. С криком оторвавши от себя, кинула её на пол; опять крадётся страшная кошка. Тоска её взяла. На стене висела отцовская сабля. Схватила её и бряк по полу — лапа с железными когтями отскочила, и кошка с визгом пропала в тёмном углу. Целый день не выходила из светлицы своей молодая жена; на третий день вышла с перевязанною рукой. Угадала бедная панночка, что мачеха её ведьма и что она ей перерубила руку.
— Н. В. Гоголь «Майская ночь»
Стоит отметить, что само по себе общая схема «оборотень — человек, превратившийся в животное» характерна для Запада (в данном случае и славян). На Дальнем Востоке схема противоположная — оборотни — долго прожившие животные, обретшие разум и способность превращаться в человека.

## Истоки образа

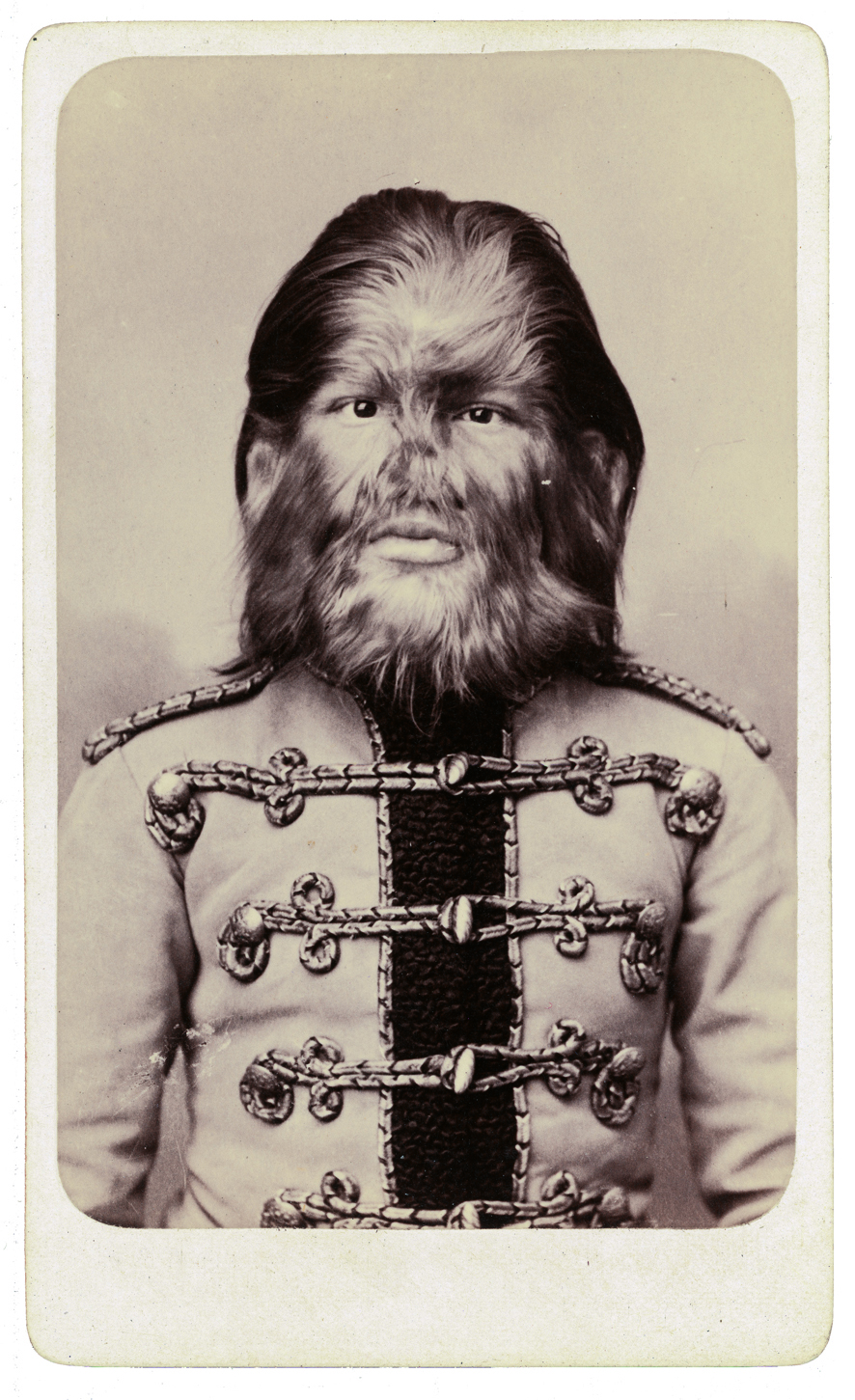
Фёдор Евтихиев — «человек-собака» (портрет 1880-х)

Фольклорный образ оборотня может быть связан с психиатрическим расстройством «клиническая ликантропия», при котором человек считает себя каким-либо животным, к примеру — волком. Первое известное описание расстройства привёл греческий врач Марцелл Сидийский (II век н. э.), позже достаточно много случаев заболевания приводили судебные врачи во время процессов средневековой инквизиции.
Другое генетическое отклонение, «врождённый гипертрихоз», вызывает обильный рост волосяного покрова на лице и верхней части туловища. Первое задокументированное описание гипертрихоза в одной мексиканской семье проведено в 1984 году группой из Университета Гвадалахары, под руководством Хосе Мария Канту. Исторически, рождённые с этим отклонением порой брались на работу в цирк, где выступали для развлечения публики в качестве «оборотней» или «человекообезьян».

## В культуре и искусстве
Тема оборотней издавна присутствует в фольклоре разных народов, популярна в литературе, кинематографе. Наибольшее распространение в искусстве получил образ оборотня-ликантропа, прочие образы встречаются реже. Многие черты современного образа оборотней, такие как заражение через укус и уязвимость серебряным пулям, появились только в XX веке, благодаря кинофильмам.
Первым фильмом, который посвящён оборотням, является немой фильм «Оборотень», вышедший в 1913 году. После него последовало ещё несколько немых фильмов про оборотней. Первым фильмом с озвучкой был немецкий фильм «Le Loup Garou». В 1935 году студия Universal Pictures выпустила фильм «Лондонский оборотень», а в 1941 году — «Человек-волк». Эти фильмы обозначили многие стереотипы внешности и поведения кинематографических оборотней.

## Разновидности оборотней
- Ликантроп — оборотень, принимающий волчий или подобный волчьему облик.
  - Волколак или волкодлак — ликантроп в славянской мифологии.
  - Вилктаки — ликантроп в литовской мифологии.
  - Вервольф — ликантроп в немецкой и англосаксонской мифологии.
  - Мардагайл — ликантроп в армянской мифологии.
  - Юха — ликантроп в татарской мифологии.
  - Лобисомем[англ.] — ликантроп в Бразилии.
  - Бисклаврет — ликантроп в бретонской традиции (во Франции оборотней-волков называли лугару/ругару, а «Бисклаврет» — сказка про оборотня).
  - Ульфхеднар — дословно «волкоголовые» — человек, оборачивающийся волком в скандинавской мифологии. Также берсерки в бою могли оборачиваться медведями.
  - Ругару (Лугару) — человек с головой волка, сохраняющий рассудок, из франкского фольклора Луизианы.
- Перевертыш — маг-оборотень в мифологии индейцев Навахо. Способны оборачиваться различными животными, чаще всего, койотами.
- Хули-цзин, или Ху-яо (Яо-ху) — лисица-оборотень в китайской мифологии.
- Кицунэ, Тануки, Нэко, Ину — оборотни в японской мифологии.
- Кумихо — оборотни-лисы в корейской мифологии.
- Шелки — люди-тюлени в кельтской мифологии.
- Ириму — оборотни-леопарды, людоеды в африканской мифологии.
- Укуку — оборотень-медведь из легенды о Медвежьей жене в мифологии инков.
- Бото — речной дельфин (река Амазонка), превращающийся в человека в Бразильской мифологии[англ.].